# Carlos María Coronado y Parada
Carlos María Coronado y Parada (Huete, província de Conca, 4 de novembre de 1814 - Madrid, 17 de juny de 1891) fou un jurista i polític espanyol, diputat i ministre durant el regnat d'Isabel II d'Espanya.

## Biografia
De 1828 a 1831 va estudiar al Seminari Conciliar de Conca. Es llicencià en jurisprudència i teologia a la Universitat de Madrid en 1836 i en dret canònic en 1839. El curs 1836-1837 començà com a professor de dret natural a la Universitat de Madrid, alhora que exerceix com a advocat defensor dels pobres. En 1838 ingressa a la Reial Acadèmia de Jurisprudència i Legislació, de la que en fou vicepresident de 1840 a 1842. En 1845 fou nomenat catedràtic interí de filosofia i en 1847 catedràtic de dret romà.
Fou elegit diputat provincial de Madrid i en 1857 i diputat a Corts per Conca en les Corts de 1867. Fou nomenat Director General de Rendes en 1867 i preparà decrets de reformes processals de la Llei d'11 d'abril de 1868. En juny de 1868 fou nomenat Ministre de Gràcia i Justícia en el darrer govern del regnat d'Isabel II d'Espanya.
Separat del servei duran la revolució de 1868, va marxar d'Espanya i no tornà fins a 1871, tot i que no aconseguí la restitució de la seva càtedra fins a 1875. Després de la restauració borbònica fou escollit Senat d'Espanya per la província de Conca en les legislatures 1879-1880, 1880-1881, 1884-1885 i 1885-1886.

## Obres
- Resumen ó programa de las materias correspondientes al segundo año de Jurisprudencia y asignatura de Derecho romano que distribuidas en lecciones, presenta para el curso de 1851 á 1852 el catedrático…, Madrid, Imp. de José Rodríguez, octubre de 1851
- Esplicaciones de derecho romano, Madrid, 1855-56.
- Resumen ó programa de las materias correspondientes al segundo año de Derecho romano que distribuidas en lecciones presenta para el curso de 1865 á 1866 el catedrático…, Madrid, Imp. Manuel Galiano, 1866.